# Ti Amerò
«Ti Amerò» («Te Amaré» en español) es una canción en italiano, creada para el cuarteto de crossover clásico Il Divo, incluida en su disco «Il Divo» (2004), compuesta por David Kreuger, Per Magnusson, Matteo Saggese, Frank Musker y Mino Vergnaghi.